# This Ain’t a Scene, It’s an Arms Race
A This Ain’t a Scene, It’s an Arms Race, a Fall Out Boy egyik kislemeze.
A 2007 év elején megjelent Infinity On High albumban lelhető fel a szám. Az albumon 14 felvétel van és a „This Ain't a Scene, It's an Arms Race” a harmadik. 3 perc és 32 másodperc hosszú. A dal szerzője Pete Wentz, az együttes vokalistája és gitárosa.